# Levon Minassian
Lévon Minassian (né en 1953 à Marseille dans le quartier Saint-Jérôme) est un musicien français d'origine arménienne. Son instrument de prédilection est le duduk.

## Biographie
Levon Minassian, né à Marseille, découvre l’instrument en 1974.
Il est connu pour sa participation à des bandes originales de films et de jeux vidéo. On le découvre sur l'album Us de Peter Gabriel en 1992, il joue sur trois chansons, Come talk to me, Blood Of Eden et Fourteen Black Paintings. On le retrouve aussi sur l'album live de ce dernier, Secret World Live en 1994. Par la suite, en 1995, il est sur le premier album solo du bassiste Tony Levin, World Diary en 1995 auprès de Bill Bruford, Manu Katché, Jerry Marotta et L. Shankar. Ensuite, il est du projet Big Blue Ball toujours avec Peter Gabriel et aussi Manu Katché, Sinéad O'Connor, Natacha Atlas, etc. Il joue aussi sur l'album Sacred Love de Sting en 2003. Il a aussi collaboré avec Charles Aznavour et Hélène Ségara.

## Discographie solo
- 1998 : The Doudouk beyond borders - Levon Minassian and Friends
- 2006 : Songs from a world apart - Levon Minassian & Armand Amar
- 2016 : Sources - Levon Minassian

## Participations
- 1992 : Us de Peter Gabriel
- 1994 : Secret World Live de Peter Gabriel
- 1995 : World Diary de Tony Levin - Joue sur Mingled Roots et La Tristesse Amoureuse De La Nuit.
- 2003 : Sacred Love de Sting
- 2008 : Big Blue Ball - Artistes Variés - Avec Peter Gabriel, Natacha Atlas, Sinéad O'Connor, Billy Cobham, Manu Katché, etc.

## Musiques de films
- 1985 : Les Mémoires tatouées de Georges Garvarentz
- 1991 : Mayrig d'Henri Verneuil
- 1992 : 588 rue Paradis d'Henri Verneuil
- 2001 : La Grande Vie ! de Philippe Dajoux
- 2002 : Amen de Costa Gavras
- 2002 : L'Odyssée de l'espèce d'Yvan Cassar
- 2005 : Bab'Aziz, le prince qui contemplait son âme (avec Armand Amar) de Nacer Khémir